# Tynset
Tynset är en stad som utgör centralort och enda tätort i Tynsets kommun i Innlandet fylke i östra Norge. Orten ligger vid älven Glåma och vid Rörosbanan, nära vägskälet där riksväg 3 och fylkesväg 30 möts.

## Bilder

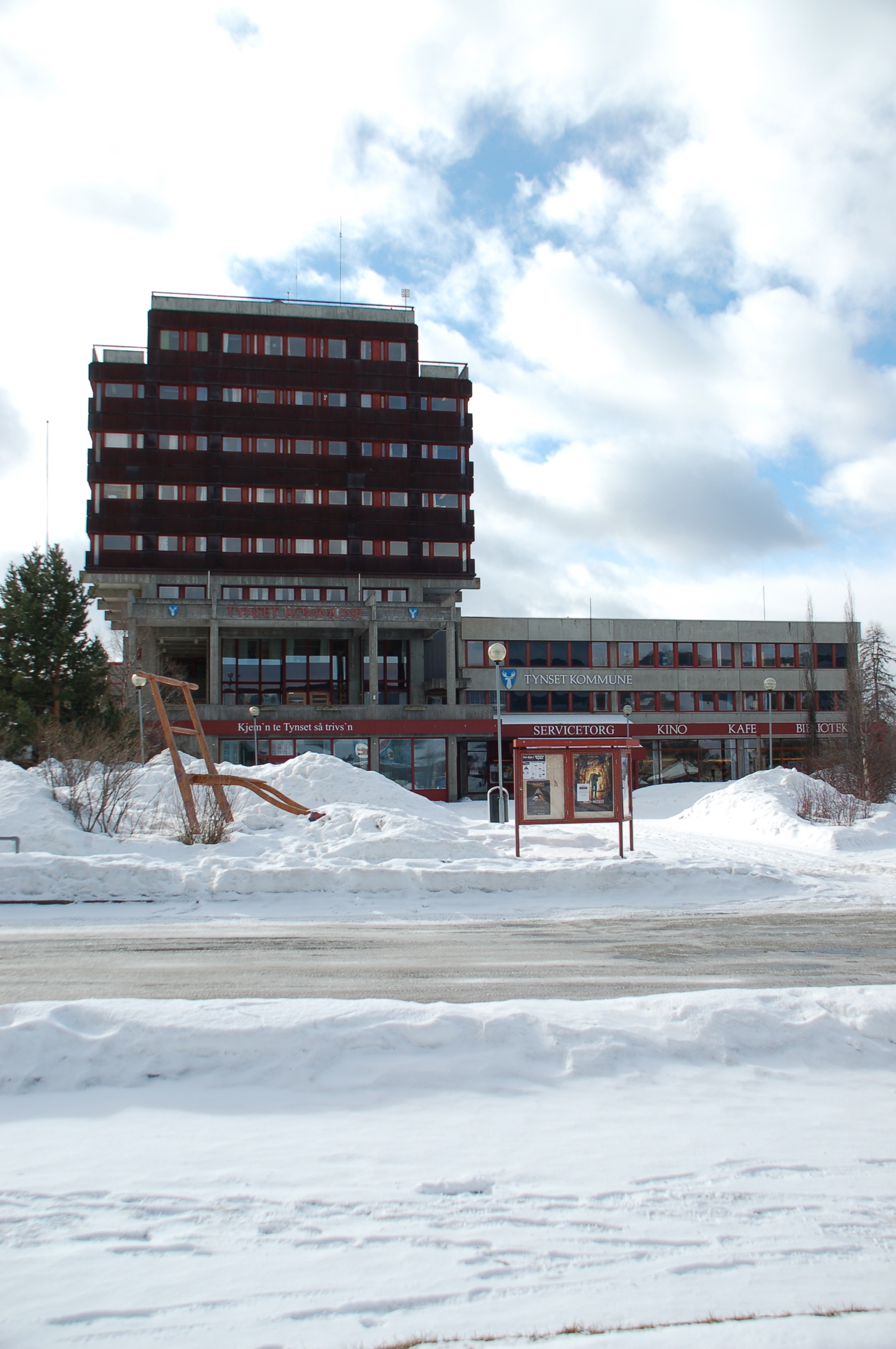
Rådhuset i Tynset.
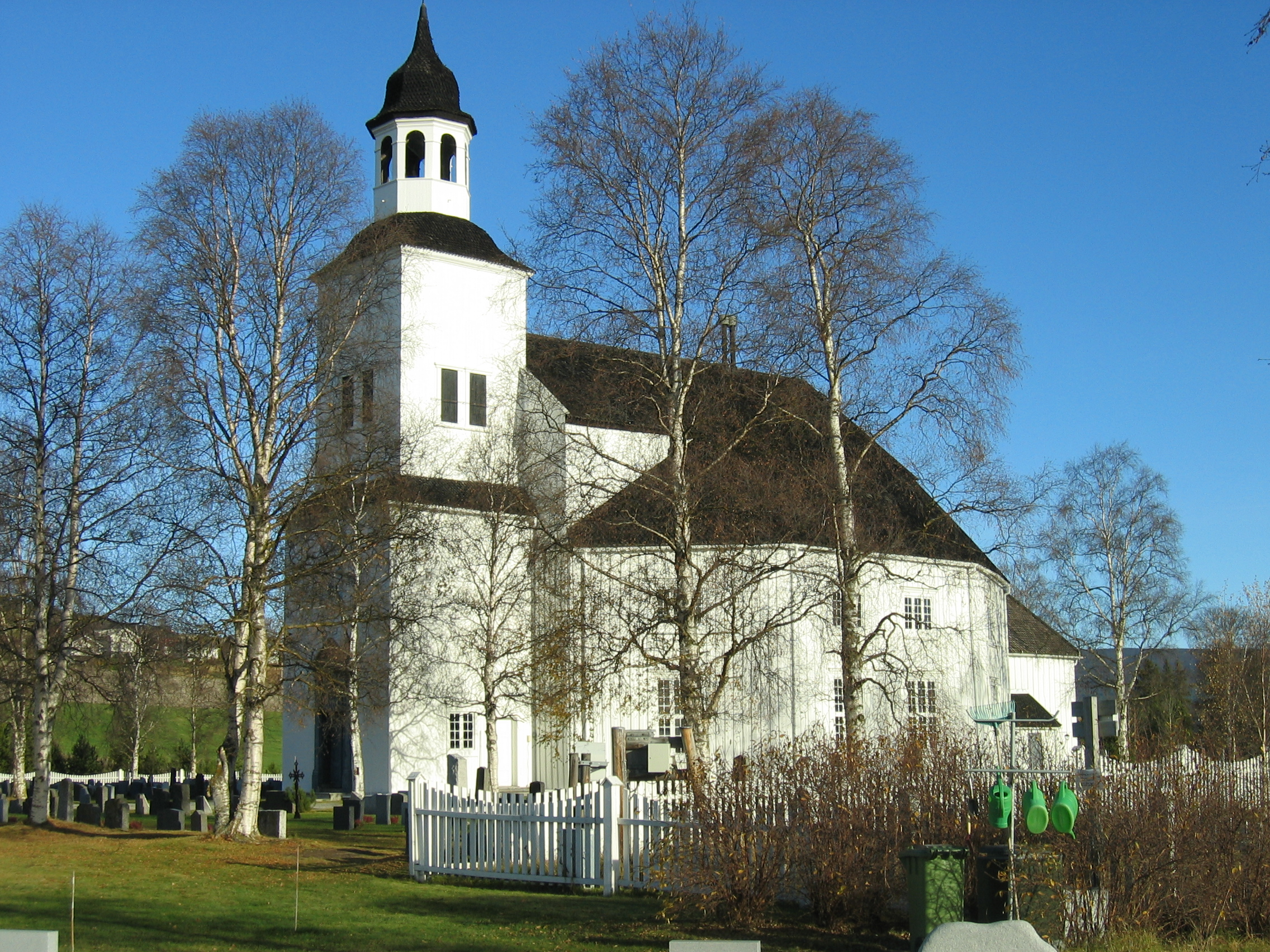
Tynsets kyrka.
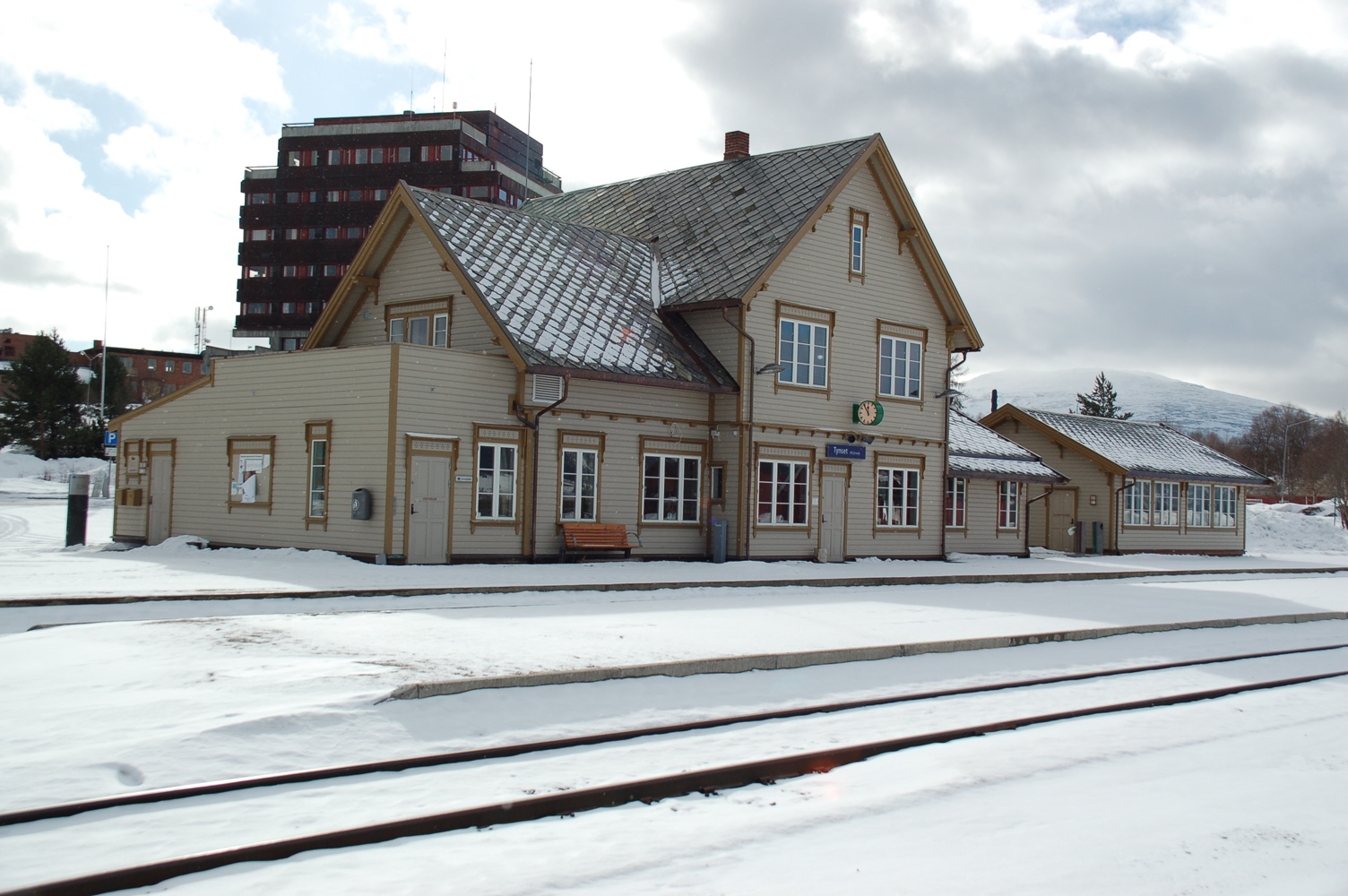
Tynsets station.